# طلال الشمري
طلال صعب الشمري (مواليد 1 يوليو 1996) هو لاعب كرة قدم سعودي.

## مسيرة اللاعب
لعب سابقاً في العروبة ونادي القلعة.